# Luco dei Marsi

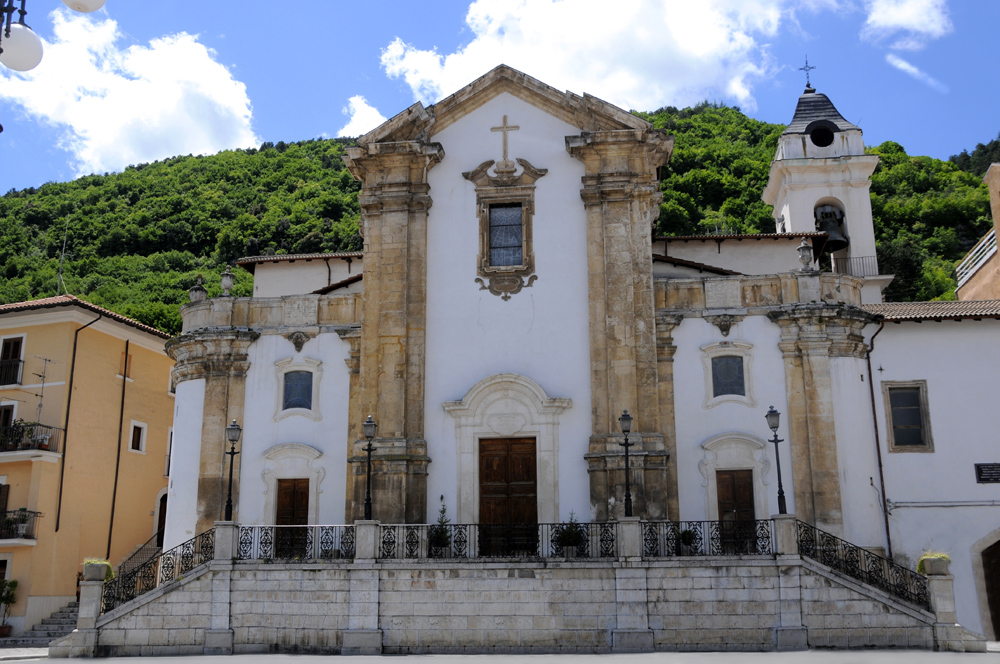

Luco dei Marsi is een gemeente in de Italiaanse provincie L'Aquila (regio Abruzzen) en telt 5793 inwoners (31-12-2004). De oppervlakte bedraagt 44,6 km², de bevolkingsdichtheid is 126 inwoners per km².
De volgende frazioni maken deel uit van de gemeente: Loc. Petogna.

## Demografie
Luco dei Marsi telt ongeveer 1686 huishoudens. Het aantal inwoners steeg in de periode 1991-2001 met 3,6% volgens cijfers uit de tienjaarlijkse volkstellingen van ISTAT.
| Jaar | Inwoneraantal |
| ---- | ------------- |
| 1991 | 5347          |
| 2001 | 5541          |

## Geografie
Luco dei Marsi grenst aan de volgende gemeenten: Avezzano, Canistro, Capistrello, Celano, Civita d'Antino, Civitella Roveto, Trasacco, Ortucchio.